# Go! Princess PreCure-afsnit
Go! Princess PreCure (Go！プリンセスプリキュア Go! Purinsesu PuriKyua) er den tolvte animeserie i Izumi Todos Pretty Cure-franchise, produceret af Asahi Broadcasting Corporation og Toei Animation. Serien startede i japansk tv 1. februar 2015, hvor den afløste den ellevte serie, HappinessCharge PreCure!, og varede til 31. januar 2016, hvorefter den blev afløst af den trettende serie, Maho Girls PreCure!.
Introsangen er "Miracle GO! Princess PreCure" (Miracle GO !プリンセスプリキュア Miracle Go! Purinsesu PuriKyua) af Karin Isobe. Slutsangen fra de første 25 afsnit er "Dreaming ☆ Princess PreCure" (ドリーミング☆プリンセスプリキュア Doriimingu☆Purinsesu Purikyua) af Rie Kitagawa. Fra afsnit 26 bliver den afløst af "Dreams are the Path to the Future" (夢は未来への道 Yume wa Mirai e no Michi), ligeledes af Rie Kitagawa.
I Japan bliver serien udgivet på 16 dvd'er fra 15. juli 2015 til 20. april 2016 og på 4 Blu-ray fra 21. oktober 2015 til 20. april 2016.

## Afsnit
| # | Titel | Sendt første gang  |
| --- | --- | ------------------ |
| | |                    |
| 1 | "I'm a Princess? Cure Flora is Born!" "Watashi ga Purinsesu? Kyua Furoora Tanjou!" (私がプリンセス？キュアフローラ誕生！)                                              | 1. februar 2015    |
| Den unge pige Haruka Haruno, der drømmer om at blive en prinsesse, møder en mystisk dreng ved navn Kanata, der støtter hendes drøm og giver hende en speciel amulet. Ti år senere starter Haruka på den prestigefyldte kostskole Noble Acadeny, hvor hendes nye værelseskammerat, Yui Nanase, viser hende rundt. Mens hun gemmer sig blandt træerne i forlegenhed over at have afsløret sin drøm, støder Haruka på Puff og Aroma, to fe-søskende fra håbets kongerige. Netop da ankommer Close, en udsending fra den onde Dys Dark-organisation, der fanger Yuis drøm om at blive forfatter bag fortvivlelsens port for at skabe et monster kendt som en zetsuborg. Da Haruka bliver fast besluttet på at beskytte Yuis drøm, forvandles hendes amulet til en nøgle, en Dress-Up Key, som Haruka bruger sammen prinsesseparfumen, som feerne bragte med sig, til at blive Cure Flora, en Princess Pretty Cure. Med sine nye kræfter lykkes det for Haruka at besejre zetsuborgen og redde Yui. Bagefter afslører Puff og Aroma, at de er sendt ud for at lede efter Princess Pretty Cure af Kanata, der viser sig at være prinsen af håbets kongerige. | |                    |
| 2 | "The Academy's Princess! Cure Mermaid Appears!" "Gakuen no Purinsesu! Toujou Kyua Maameido!" (学園のプリンセス！登場キュアマーメイド！)                                | 8. februar 2015    |
| Puff og Aroma forklarer Haruka, at de blev adskilt fra Kanata, efter at håbets kongerige blev angrebet af Dys Dark under ledelse af heksen Dyspear, og fik til opgave at finde de tre Princess Pretty Cure, der har Dress-Up Keys. Mens Haruka beslutter sig for at træne hårdt for at blive en rigtig prinsesse, finder elevrådsformanden Minami Kaidou en Dress-Up Key, der er skyllet op på stranden. Efter at have set Minimas elegance, beder Haruka hende om at lære hende ballet, så hun kan blive mere prinsesseagtig. Trods de strenge lektioner fortsætter Haruka med at arbejde hårdt blot for at ende med at forstuve sin ankel, mens hun forsøger sig med en avanceret bevægelse. Mens hun behandler kvæstelsen, tilstår Minami, at hun langt fra er perfekt men kun har sine balletevner fra at have trænet hårdt som barn og udtrykker sin glæde over, at nogen bad hende om lektioner. Senere angriber Close en dreng, der vil være fodboldstjerne, for at skabe en trofæ-zetsuborg, og Minami ser Haruka forvandle sig til Cure Flora for at kæmpe imod den. Harukas forstuvede ankel giver hende et handicap, men Minamis ønske om at beskytte hende giver hende evnen til at forvandle sig til Cure Mermaid og besejre zetsuborgen. Netop som Haruka og Minami skal til at fejre deres nye partnerskab, opdager Puff og Aroma, at deres tredje prinsesseparfume er blevet væk. | |                    |
| 3 | "Goodbye Already? You Can't Keep Puff!" "Mou Sayonara? Pafu o Katte wa Ikemasen!" (もうさよなら？パフを飼ってはいけません！)                                           | 15. februar 2015   |
| Mens Minami arbejder sammen med Puff og Aroma om at finde den manglende prinsesseparfume, slutter Haruka sig til resten af førsteårseleverne for at gøre rent på kollegiet. Puff bliver imidlertid opdaget af kollegiets forstander Reiko Kisaragi, der erklærer at man ikke kan holde kæledyr der. Efter at have studeret reglerne, der kræver at alle elever er enige for at kunne sætte en ny regel i kraft, giver Minami Haruka en uge til at overbevise de andre elever om enstemmigt at give Puff lov til at blive på kollegiet. I løbet af ugen lykkes det for Haruka at bruge Puffs charme til at overbevise næsten alle undtagen Kisaragi, der ikke har det godt med hunde. Før Haruka kan udtænke en løsning, angriber Dys Darks anden udsending, Shut, en karateudøver for at skabe en karate-zetsuborg. Mens Pretty Cure kæmper imod zetsuborgen leder Puff Kisaragi i sikkerhed blot for at rende ind i Close med sin egen zetsuborg. Puff udsætter sig selv for at beskytte Kisaragi, indtil Haruka og Minami kommer og besejrer begge zetsuborg. Taknemlig for Puffs anstrengelser gør Kisaragi valget om at lade hende blive enstemmigt, så kun kan blive på kollegiet. Imens ses en anden elev på kollegiet med prinsesseparfumen. | |                    |
| 4 | "Sparkling Kirara is Cure Twinkle?" "Kirakira Kirara wa Kyua Tuinkuru?" (キラキラきららはキュアトゥインクル？)                                                         | 22. februar 2015   |
| Haruka og Minami opdager, at Kirara Amanogawa, en modemodel der også går på Noble Academy, har den manglende prinsesseparfume. Nysgerrig efter om hun er den tredje Pretty Cure tager Haruka og Minami ind til byen, hvor Kirara arbejder, for at prøve at tale med hende. De bliver imidlertid afbrudt af Close med en kamera-zetsuborg, som Pretty Cure hurtigt besejrer. Før de kan forklare sig ordenligt, giver Kirara prinsesseparfumen tilbage uden videre og går. Overbevist om at hun stadig er en potentiel Pretty Cure, går Haruka og Minami til hendes modeshow, hvor Haruka lærer om Kirara og hendes drømme. Da Kirara går ud bærende en Dress-Up Key hun fandt, angriber Close en anden model for at skabe en mode-zetsuborg. Fast besluttet på at redde hendes show går Kirara op mod zetsuborgen og får evnen til at blive Cure Twinkle, så hun kan besejre zetsuborgen. Efter kampen giver Kirara imidlertid prinsesseparfumen tilbage igen og fastslår, at hun har for travlt til at blive en Pretty Cure. | |                    |
| 5 | "The Three of Us are Go! We are the Princess PreCure!" "Sannin de Go! Watashi-tachi Purinsesu Purikyua!" (３人でＧＯ！私たちプリンセスプリキュア！)                    | 1. marts 2015      |
| Haruka er stadig fast besluttet på at gøre Kirara til en del af Princess Pretty Cure, så Kirara beslutter at vise hende hvor travlt hun har ved at tage hende med sig. Efter en eftermiddag fyldt med lektioner, fotograferinger og møder forklarer Kirara, at hun arbejder hårdt for at overgå sin mor, supermodellen Stella. Da Kirara senere kæmper med en audition, hjælper Haruka hende med at sammensætte et outfit, der minder Cure Twinkles glimtende outfit, hvilket imponerer den forvirrede dommer. Da Haruka næste dag begynder at forstå hendes travle kalender og opgiver at rekruttere hende, begynder Kirara at føle sig lidt udenfor og ude af stand til at fokusere. Da Close angriber med en videnskabsmand-zetsuborg, kommer Kirara, der har bestået sin audition, Haruka og Minami til hjælp, idet hun har fundet noget, der er lige så vigtigt som at forfølge sin drøm. Kirara hjælper de andre med at bekæmpe zetsuborgen og beslutter sig for at fordoble sine anstrengelser for både at blive en supermodel og en Pretty Cure. De tres venskabs bliver nu endnu tættere. | |                    |
| 6 | "Lesson Start! Aim to be a Grand Princess!" "Ressun Sutaato! Mezase Guran Purinsesu!" (レッスンスタート！めざせグランプリンセス！)                                     | 8. marts 2015      |
| Med de tre Pretty Cure samlet annoncerer Aroma, at pigerne må sigte efter at blive store princesser ved hjælp af en prinsesselektionstablet, der frembringer en felærer ved navn Miss Shamour. Minami og Kirara viser gode takter i etikette for teselskaber, men det kniber for Haruka med at leve op til de prinsesser, hun beundrede i sine eventyrbøger. Efter deres lektioner bliver pigerne kontaktet af Kanata, der forklarer hvordan Dys Dark overtog håbets kongerige og fangede alle indbyggernes drømme. For at kæmpe mod det instruerer Kanata piger i at finde de ni resterende Dress-Up Keys, der blev spredt udover Jorden, da Dys Dark angreb, og bruge deres kræfter til at blive store prinsesser. Deres diskussion bliver imidlertid afbrudt af Dys Darks tredje general, Lock, der frembringer en baseball-zetsuborg. Haruka bruger den støtte, Kanata gav hende, til at bevise sit værd og besejrer zetsuborgen. | |                    |
| 7 | "Reunited by Tennis! The Bully Boy!?" "Tenisu de Saikai! Ijiwaru na Otoko no Ko!?" (テニスで再会！いじわるな男の子！？)                                                | 15. marts 2015     |
| Der afholdes en sportsturnering på Noble Academy, og Haruka deltager i en double tennisturnering sammen med drengen Yuki Aihara, som hun imidlertid snart genkender som en fra børnehaven, der drillede hende på grund af hendes drøm om at blive prinsesse. Deres forhold bliver ikke bedre, da Yuki nægter at undervise Haruka, der ingen erfaring har med tennis, idet han erklære at vil gøre det hele selv. Haruka bliver sur over det og tager tennislektioner hos Miss Shamour, mens Minami og Kirara snart efter hjælper til med træningen. Efter at være blevet betydeligt bedre bliver Haruka klar over, hvor seriøst Yuki tager tennis. På dagen for turneringen bliver Haruka og Yukis kamp afbrudt, da Shut angriber Yuki og skaber en tennis-zetsuborg. Haruka forstår hvor hårdt Yuki prøver på at virkeliggøre sin drøm og klarer at holde stand, indtil de andre Pretty Cure hjælper hende med at besejre zetsuborgen. Yuki, der lige ser Cure Flora efter at være blevet reddet, får ny respekt for Harukas drøm men er stadig tilbøjelig til at skændes med hende. | |                    |
| 8 | "Absolutely Impossible!? Haruka's Dress Making!" "Zettai Muri!? Haruka no Doresu Zukuri!" (ぜったいムリ！？はるかのドレスづくり！)                                     | 22. marts 2015     |
| Haruka hører om en kommende fest og beslutter sig for at prøve at lave sin egen kjole instrueret af Miss Shamour. Det lykkes for Haruka at designe kjolen, men det kniber med at sy den. Da hendes karakterer begynder at falde som følge af det, får Haruka at vide af Minami, at hun skal stoppe med ar arbejde på kjolen og fokusere på sine studier, men Haruka beslutter sig i stedet for at prøve og arbejde ekstra hårdt for at klare begge dele. Da Puff spilder te på kjolen, føler den overarbejdende Haruka sig tvunget til at lave kjolen forfra, hvilket bekymrer Kirara, der føler, at hun ikke kan gøre det alene, med det lidt tid hun har tilbage. Efter at have hørt fra Minami, hvor hårdt Haruka arbejder for at opfylde sin drøm af egen kraft, forsøger Kirara ikke at involvere Haruka, da Lock dukker op med en ovn-zetsuborg. Haruka kommer dog til alligevel og erklærer, at selv om hun er træt, så er hun fast besluttet på at arbejde hårdt for sine venners skyld. Efter at have besejret zetsuborgen får Haruka endelig færdiggjort sin kjole og takker Kirara for at have bekymret sig om hende. | |                    |
| 9 | "Rise the Curtain! The Long-Awaited Noble Party!" "Maku yo Agare! Akogare no Nooburu Paati!" (幕よあがれ！憧れのノーブルパーティ！)                                    | 29. marts 2015     |
| Dagen for festen oprinder, og Minami arbejder ekstra hårdt for at holde styr på tingene. Haruka føler sig lidt skyldig over, at hun bare har det sjovt, men Minami forsikrer hende om, at det her er noget, hun kæmper for at gøre selv. Da strømmen pludselig går, undersøger Minami det og bliver konfronteret af Close, der hurtigt opdager, at Minami er bange for spøgelser, og han benytter sig af det med sin kamera-zetsuborg. Efter at have hørt om Minamis frygt fra hendes venner, går Haruka og Kirara af sted for at hjælpe hende, idet Haruka giver Minami modet til at se sin frygt i øjnene og besejre zetsuborgen. Da festen bliver genoptaget, beslutter Minami sig for at danse med Haruka som tak for hjælpen. | |                    |
| 10 | "Where Is It? A New Dress Up Key!" "Doko Doko? Aratana Doresu Appu Kii!" (どこどこ？新たなドレスアップキー！)                                                          | 5. april 2015      |
| Kanata fortæller pigerne om en Dress-Up Key på Noble Academy, et "sted hvor det flyder over med drømme". Efter at have hørt rygter om at oldfruen, Shirogane, har en unik nøgle, følger Haruka og de andre efter hende gennem en hemmelig passage til en smuk rosenhave. Der støder de på en vindmølle, hvor Shirogane har gemt mindeplader med alle de beståede elevers drømmer, der skinner, når hun bruger nøglen til at åbne vinduerne med. Netop da Dress-Up Keys reagerer på drømmene, dukker Close pludselig op og bruger alle elevernes drømme til at forvandle vindmøllen til en zetsuborg med Shirogane fanget indeni. Da pigerne opdager, at Yui har fulgt efter dem, afslører de deres identiteter som Pretty Cure for at beskytte hende. Harukas angreb mislykkes til at begynde med, men de tre Pretty Cure er fast besluttet på at beskytte de fangne drømme og forener deres kræfter til at besejre zetsuborgen og får nye Elegant Dress-Up Keys ud af det. Da Dyspear pludselig dukker op foran Pretty Cure og Close, gør Kanata klar til at sende nogle magiske genstande til Pretty Cure. | |                    |
| 11 | "Big Big Big Trouble!? PreCure vs. Close!" "Dai Dai Dai Pinchi!? Purikyua tai Kuroozu!" (大大大ピンチ！？プリキュアVSクローズ！)                                       | 12. april 2015     |
| Dyspear beslutter sig for at give Close en sidste chance og transporterer alle til en anden dimension, hvor hun sender zetsuborgs efter Minami, Kirara og Yui, mens Close slipper sine kræfter løs og kæmper mod Haruka. Pretty Cure prøver at bruge deres Dress-Up Keys men finder ud af, at de ikke virker med deres prinsesseparfumer. Imens fortæller Kanata Yui, Puff og Aroma om de magiske genstande, krystalprinsessestavene, og Yui beslutter sig for at hjælpe. Minami og Kirara besejrer deres modstandere og kommer Haruka til hjælp, men de har stadig problemer med Close, der forvandler sig til en mere ondskabsfuld form. Selv efter at Yui viderebringer Kanatas besked om at fokusere på deres drømme, er Pretty Cure ude af stand til at få deres drømmes kraft forbi Close. Netop som Haruka er ved at miste alt håb, går Yui ind for at støtte hende og opmuntre Pretty Cure til at beskytte alles drømme og fremkalde krystalprinsessestavene, som de bruger med Elegant Keys til at besejre Close og vende hjem. | |                    |
| 12 | "Kirara and the Idol! The Hot Donut Battle!" "Kirara to Aidoru! Atsu~i Doonattsu Batoru!" (きららとアイドル！あつ～いドーナッツバトル！)                               | 19. april 2015     |
| Mens Yui beslutter sig for at hjælpe Pretty Cure på enhver måde, får Kirara tilbudt er job som tv-rapporter, hvor hun skal afprøve nye donutssmag. Showets normale rapporter, Ranko Ichijou, er dog ikke begejstret for at skulle arbejde samme med Kirara og prøver at holde rampelyset for sig selv. De to rapportere får til opgave at konkurrere om, hvem der skal sammensætte en ny smag. Ranko vinder en konkurrence om at designe en maskot, og Kirara vinder en konkurrence om at rapporterer, hvorefter de skal løbe mod hinanden klædt ud som de maskotter, de designede. Kirara vinder løbet, men Ranko er fast besluttet på at fortsætte, selv efter at hun falder ved mållinien. Netop da angriber Shut Ranko og skaber en donut-zetsuborg, hvis dejagtige form viser sig at være en udfordring. Men ved at bruge krystalprinsessestavene er Pretty Cure i stand til at besejre zetsuborgen. Bagefter har Kirara fået ny respekt for Ranko, der viser sig at være en af hendes seniorer. | |                    |
| 13 | "A Cold Timbre...! The Black Princess Appears!" "Tsumetai Neiro...! Kuroki Purinsesu Arawaru!" (冷たい音色・・・！黒きプリンセス現る！)                                | 26. april 2015     |
| Haruka bliver interesseret i at spille violin efter at være stødt på en mystisk maskeret pige, hvis violinspil hun beundrer. Minami tager Haruka med for at møde hendes violinlærer, der giver hende den første violin, han lavede. Efter at kæmpet med at lære at spille af Miss Shamour støder Haruka endnu en gang på den maskerede violinist, der lærer hende at spille. Næste dag opdager Haruka og de andre imidlertid, at den maskerede violinist er Dyspears datter prinsesse Twilight, der bruger sin egen Dark Dress-Up Key til at forstærke Shut, der angriber Minamis lærer for at skabe en forstærket violin-zetsuborg. Selvom deres modstander er stærkere end sædvanligt lykkes det dog alligevel Pretty Cure at besejre zetsuborgen, hvorefter Haruka bliver i stand til at spille violin af sig selv. | |                    |
| 14 | "The Form of Love! Haruno Family's Dream!" "大好きのカタチ！春野ファミリーの夢！" (Daisuki no Katachi! Haruno Famirii no Yume!)                                        | 3. maj 2015        |
| Noble Academy gør klar til familiedag, hvor elevernes familier er inviterede. Haruka er spændt på at møde sine forældre og lillesøster Momoka. Haruka bliver imidlertid chokeret, da Momoka ikke er videre interesseret i skolen og opfører sig koldt overfor Haruka og hendes venner. Da Haruka skælder hende ud for at være uhøflig overfor hendes venner, slår Momoka ud efter hende og løber væk, mens Minami tænker, at hun måske er ensom, fordi hun er adskilt fra sin søster. Kirara får fat i Momoka og forsikrer hende, at Haruka stadig kærer sig inderligt om hende, og de to søstre forliges. Netop da dukker Twilight og Shut op og angriber Harukas familie for at skabe en dorayaki-zetsuborg. Haruka finder en håndlavet tiara, Momoka har lavet til hende, og det giver hende styrken til at gå op imod zetsuborgen og besejre den, idet hun er fast besluttet på at gøre sit bedste med sin families støtte. | |                    |
| 15 | "The Great Transformation Roma! Aroma's Butler Exam!" "Daihenshin roma! Aroma no Shitsuji Shiken!" (大変身ロマ！アロマの執事試験！)                                    | 10. maj 2015       |
| Det viser sig, at Aroma er en lærling, der er ved at lære at blive Kanatas butler, men som er dumpet til sin eksamen. Miss Shamours magi giver Aroma menneskelig form, og han får til opgave at tage sin eksamen om ved at være Harukas butler for en dag. Imens får Puff også menneslig form og skal lære at være tjenestepige. Efter en dag hvor Aroma har holdt Haruka til et hektisk program, bliver han sur, da Miss Shamour dumper ham og siger, at han ikke forstår den vigtigste ting ved at være butler. Den grædende Aroma løber væk men bliver undervejs reddet fra en påkørsel af en anden butler ved navn Oikawa, der viser ham, at det vigtige for en butler er at tage hensyn til sin herres følelser. Netop da må Oikawa beskytte sin herre fra Lock og Twilight, der bruger ham til at skabe en butler-zetsuborg. Mens Haruka kæmper imod zetsuborgen, skynder Aroma sig for at hente de andre, så de kan nå at hjælpe hende. Efter at zetsuborgen er besejret, forstår Aroma det vigtige i at respektere sin herres følelser og beslutter sig for at starte forfra på sin butlertræning. | |                    |
| 16 | "An Oath to the Sea! Minami's Most Important Treasure!" "Umi e no Chikai! Minami no Taisetsu na Takaramono!" (海への誓い！みなみの大切な宝物！)                        | 17. maj 2015       |
| Pigerne besøger et feriested ved havet ejet af Minamis storebror Wataru. Her møder de Minamis delfinven Tina og hører om, hvordan hun har i sinde at fortsætte familieforetagendet. Twilight er pint af båndene mellem Minami og hendes bror og får Lock til at angribe Wataru for at skabe en spækhugger-zetsuborg, mens Shut skaber en blæksprutte-zetsuborg til at kæmpe imod Haruka og Kirara, der er blevet opmærksomme på en nøgle i nærheden. Mens Minami kæmper mod spækhugger-zetsuborgen, bliver hun beskyttet af Tina, der engang reddede hendes liv, da hun var lille. Minami er fast besluttet på at redde Tina og vækker kraften i Bubble Miracle Dress-Up Key, hvilket gør hende i stande til at hele Tinas sår og hjælpe Prette Cure med at besejre begge zetsuborger. | |                    |
| 17 | "Too Bright! Kirara's Runway of Dreams!" "Mabushi Sugiru! Kirara, Yume no Ranwei!" (まぶしすぎる！きらら、夢のランウェイ！)                                            | 24. maj 2015       |
| Kirara får mulighed for at optræde på catwalken sammen med sin mor Stella, der viser sig at være meget mere uberegnelig udenfor scenen. Efter prøverne, hvor Kirara bliver meget nervøs over at skulle leve op til sin mor, inviterer Stella alle sammen hjem, hvor Kirara bliver sur på hende for ikke at tage den næste dags optræden seriøst. På dagen for optrædende dukker Twilight og Shut op og angriber Stella for at skabe et mor-datter-par af model-zetsuborger, hvilket gør Kirara klar over, at alt det hendes gjorde var for at tage stresset af hende. Lettet over at hendes mor har den samme drøm som hende vækker Kirara kraften i Shooting Star Miracle Dress-Up Key og besejrer zetsuborgerne. Efter deres optræden sammen fortæller Stella Kirara om sin næste drøm: at blive topmodeller sammen. | |                    |
| 18 | "The Picture Book's Secret! What is a Princess?" "Ehon no Himitsu! Purinsesu tte Naani?" (絵本のヒミツ！プリンセスってなぁに？)                                        | 31. maj 2015       |
| Haruka og Yui opdager, at Yume Mochizuki, der har skrevet Harukas yndlingsbog, Blomsterprinsessen, skriver autografer. Da Haruka møder Yume, bliver hun imidlertid nedtrykt over at høre, at hun ikke har nogen planer om at fortsætte historien. Yume forklarer, at det er fordi, mange fans har forskellige ideer til prinsessens fremtid, så hun følte, at det var bedre at overlade tingene til læsernes fantasi. Netop da dukker Twiligt og fanger alle i spejle for at trække kræfter fra deres fortvivlelse. Twilight overmander Pretty Cure med sine kræfter og forsøger at brænde Harukas bog, men Haruka beskytter den i troen på Yumes ord om at blive sin egen prinsesse og vækker Lily Miracle Dress-Up Key. Ved at kombinere hendes nye kraft med Minamis og Kiraras nye nøgler lykkes det for Pretty Cure at slå Twilight tilbage med angrebet Trinity Explosion. Senere bliver det afsløret, at Yume også er rektor for Noble Academy. | |                    |
| 19 | "Discovered~! The Treasure Found in the Dormitory!" "Hakke~n! Ryou de Mitsuketa Takaramono!" (はっけ～ん！寮でみつけたタカラモノ！)                                    | 7. juni 2015       |
| Miss Shamour fortæller pigerne om Kanatas lillesøster, prinsesse af håbets kongerige. Bagefter afholder elevrådets næstformand, Seira Azuma, en skattejagt, hvor eleverne bliver delt ind i hold for at lede efter en skjult skat i pigernes kollegium. Mens pigerne tilbringer tid med deres forskellige hold, bliver de klar over, hvor meget de har ændret sig i de seneste måneder, hvilket viser sig at være skatten, de leder efter. Netop da angriber Shut med en riskoger-zetsuborg, men det lykkes for Pretty Cure at besejre den for at beskytte deres elskede kollegium. Imens føler Twilight sig draget mod håbets kongerige, hvor hun støder på den fjerde flaske prinsesseparfume. | |                    |
| 20 | "Reunited with Kanata!? Onwards to the Hope Kingdom!" "Kanata to Saikai!? Iza, Hoopu Kingudamu e!" (カナタと再会！？いざ、ホープキングダムへ！)                        | 14. juni 2015      |
| Twilight tager prinsesseparfumen med til Dyspear og får en ny Black Key til at bruge den med. Det påvirker de andre Dress-Up Keys, der sender Haruka og de andre til håbets kongerige. Haruka blive adskilt fra de andre og følger det skinnende lys fra sin nøgle. Hun støder på Kanata og nogle zetsuborger. Hver af pigerne bliver ledt til en tilsvarende bygning, hvor de bliver mødt af fortidens Princess Pretty Cure, der advarer dem om, at den fjerde prinsesseparfume bliver brugt til mørke. På vej til kongeslottet bliver Minami og Kirara kort stoppet af henholdsvis Shut og Lock, mens Haruka hører om Kanatas søster Towa, der pludselig forsvandt en dag. Efter at alle samles ved slottet, bliver de konfronteret af Twilight, som Kanata genkender som Towa. Twillight afviser påstanden og bruger prinsesseparfumen til at forvandle sig til Black Princess. | |                    |
| 21 | "Deliver These Feelings! Princess vs. Princess!" "Omoi yo Todoke! Purinsesu tai Purinsesu!" (想いよ届け！プリンセスVSプリンセス！)                                     | 28. juni 2015      |
| Pretty Cure er fast besluttet på at bringe Towa tilbage til sit sande jeg, før de sorte nøgler opsluger hende, og kæmper mod den forstærkede Twilight, der kæmper imod med sin egen Elegant Mode. Dyspear driller Kanata og fortæller, hvordan hun udnyttede Towas ønske om at blive en stor prinsesse til at lure hende over på sin side og bringe fortvivlelse til håbets kongerige. Haruka vurderer ud fra Twilights violinspil, at der stadig er håb trods den overvældende modstand, og kombinerer Pretty Cures kræfter med Kanatas violinspil for at vække Towas minder og gøre hende normal igen. Da Dyspear angriber i vrede, bliver Kanata tilbage for at hjælpe pigerne med flygte sammen med Towa tilbage til den virkelige verden. | |                    |
| 22 | "The Fire of Hope! Her Name is Cure Scarlet!!" "Kibou no Honou! Sono Na wa Kyua Sukaaretto!!" (希望の炎！その名はキュアスカーレット！！)                               | 5. juli 2015       |
| Efter Towa vågner op på Noble Academy, prøver Haruka at give hende Kanatas violin, men hun føler, at hun ikke er værdig til den. Netop da bliver de konfronteret af Dyspear, der er fast besluttet på at bringe Towa tilbage til sin side og fanger hende i et tårn av vinranker for at trække kræfter fra hendes fortvivlelse. Minami og Kirara holder Dyspear stangen, mens Haruka bryder ind i tårnet for at redde Towa, idet hun bruger de ord, Kanata gav hende som opmuntring til hendes drøm. Da de to piger kombinerer deres violinspil til en enkelt melodi, bliver Towas sorte nøgler forvandlet til nye Dress-Up Keys, der forvandler hende til den fjerde Princess Pretty Cure, Cure Scarlet. Med Kanatas violin, der forvandles til Scarlet Violin, lykkes det Towa at tvinge Dyspear til tilbagetog, før hun forsikrer Haruka, at Kanata stadig er i live et eller andet sted. | |                    |
| 23 | "Together Forever! The Four of Us are Princess PreCure!" "ず～っと一緒！私たち4人でプリンセスプリキュア！" (Zuu~tto Issho! Watashi-tachi Yonin de Purinsesu Purikyua!) | 12. juli 2015      |
| Haruka og de andre tager Towa med på en tur i byen for at vise hende alt det gode, den har at tilbyde. Towa ser ud til at have det sjovt men føler, at hun ikke burde hygge sig, før håbets kongerige er reddet, og går af sted alene. Imens får Lock til opgave at samle fortvivlelsesenergi af Dyspear, mens hun genvinder sine kræfter. Towa får hurtigt problemer med at tilpasse sig Jordens normer men støder på Yume, der viser hende det vigtige i at fylde sit hjerte med varme ting. Netop da dukker Lock op og angriber Yume for at skabe en krystal-zetsuborg, idet han bruger en ekstra lås til at forstærke den med Yumes fortvivlelse. Towa har besvær med at bekæmpe zetsuborgen alene men får hjælp af de andre Pretty Cure, der viser hende de varme følelsers kraft og hjælper hende med at besejre zetsuborgen. Lock bruger den fortvivlelse, han har samlet indtil videre, til at få en ny form. Imens bliver pigerne bragt til Yume, der afslører, at hun er skolens rektor, og gør Towa til en officiel elev på Noble Academy. | |                    |
| 24 | "A Stiff Smile? My Roommate is a Princess!" "Egao ga Katai? Ruumumeito wa Purinsesu!" (笑顔がカタイ？ルームメイトはプリンセス！)                                       | 19. juli 2015      |
| Towa er blevet elev på Noble Academy under navnet Towa Akagi og kommer til at dele rum med Kirara. Kirara prøver at lære Towa at gøre ting uden tjenestefolk, men hun får endnu mere at se til, da hun får chancen for at blive fast model på et nyt modemagasin. Mens hun prøver at håndtere det hele, bliver Kirara bekymret for, at hendes smil bliver påtvungne. Efter at være faldet over en stille sø i nærheden lærer Kirara Towa, hvad det vil sige at smile, og bliver klar over, hvad hun selv har glemt undervejs. De to forfriskede piger går sammen om at bekæmpe en mode-zetsuborg, som Lock har skabt. | |                    |
| 25 | "To Haruka's Home! Our First Sleepover!" "Haruka no Ouchi e! Hajimete no Otomarikai!" (はるかのおうちへ！はじめてのおとまり会！)                                       | 26. juli 2015      |
| Sommerferien starter, og pigerne tager til Harukas hjem for en sleepover, hvilket er første gang for både Minami og Towa. Mens de er der, deltager pigerne i forskellige aktiviteter så som at hjælpe i Harukas restaurant, fange nagashi somen og spytte vandmelonfrø. Senere har Towa mareridt om Dyspear, og Minami bliver hos hende for at tage noget af hendes frygt. Netop da dukker Shut op med en brandmand-zetsuborg og spreder mørk tåge for at øge Towas frygt, men Minami bliver hos hende og hjælper med at besejre zetsuborgen. | |                    |
| 26 | "Rescue Lady Towa! Fight, Royal Fairies!" "Towa-sama o Sukue! Tatakau Roiyaru Fearii!" (トワ様を救え！戦うロイヤルフェアリー！)                                        | 2. august 2015     |
| Towa vender tilbage til Noble Academy med feerne men bliver pludseligt ramt af feber. De andre piger er optaget af familie og arbejde, og der er ikke andre på skolen. Aroma tager af sted for at få noget urtete fra Miss Shamour, mens Puff bliver alene tilbage for at prøve at tage sig af Towa. Mens de andre piger prøver at vende tilbage så hurtigt som muligt, dukker Shut op med en lille cicada-zetsuborg, som Puff prøver at bekæmpe for at beskytte Towa og snart efter med Aromas støtte. Da zetsuborgen vokser til en større form, får Puff og Aromas ønske om at beskytte Towa dem til at få nye forvandlinger, hvilket gør Towa og de andre raske, så de kam bekæmpe zetsuborgen med støtte fra feerne. | |                    |
| 27 | "Go For It, Yuki! Echoing Support at the Summer Festival!" "Ganbare Yuuki! Ouen Hibiku Natsumatsuri!" (ガンバレゆうき！応援ひびく夏祭り！)                             | 9. august 2015     |
| Pigerne nyder attraktionerne ved Yumegahama Sommerfestival, men Haruka bliver bekymret, da Yuki ser ud til at være mere optaget af at nyde festivallen end at forberede sig til tennisklubbens træningslejr. Yukis fans fortæller, at Yuki kvæstede sin albue under træningen, hvilket fik ham til at tro, at han ikke vil kunne deltage i den forestående turnering. Yuki afviser trodsigt enhver støtte, men hans fans bliver angrebet af Shut, der skaber cheerleader-zetsuborger. Mens de andre Pretty Cure kæmper, hører Haruka om Yukis frustration over sin kvæstelser og fortæller ham på bestemt vis, at han ikke skal afvise dem, der stadig støtter ham. Yuki indser sin egen dumhed og bruger sin raske arm til at hjælpe Pretty Cure med at bekæmpe zetsuborgerne. Bagefter undskylder Yuki til dem han fornærmede, som til gengæld opmuntrer ham til bare at gøre sit bedste. | |                    |
| 28 | "Our Hearts Are Together! The Sunlight That Shines on the PreCure!" "Kokoro wa Issho! Purikyua o Terasu Taiyou no Hikari!" (心は一緒！プリキュアを照らす太陽の光！)    | 16. august 2015    |
| Pigerne tager til stranden, hvor Towa virker til at være fast besluttet på at lave andet end at svømme. Towa er ude af stand til at fortælle de andre, at hun ikke kan svømme, men får selskab af Yui, der giver udtryk for, hvor missundelig hun er over, at hun er i stand til at hjælpe alle men stadig er tilfreds med at være sammen med alle andre. Netop da dukker Lock op og angriber Yui for at skabte et skitsebog-zetsuborg til at angribe Towa med, samtidig med at han sender kloner af sig selv af sted for at angribe de andre Pretty Cure. Towa forstår det vigtige i at være sammen med alle andre, besejrer zetsuborgen og redder Yui, hvis skitsebog frembringer en ny Dress-Up Key, Sun Key. Om aften bliver Haruka og de andre chokerede, da de opdager, at Lock har stjålet alle deres Dress-Up Keys under kampen. | |                    |
| 29 | "Mysterious Girls? The Bequeathed Legendary Key!" "Fushigi na Onnanoko? Uke Tsugareshi Densetsu no Kii!" (ふしぎな女の子？受けつがれし伝説のキー！)                    | 23. august 2015    |
| Mens pigerne klager over tabet af deres nøgler, har Puff en drøm og begynder at sanse duften af nøglerne. Haruka, Minami og Kirara prøver at følge efter Puff men ender med at følge nogle mystiske piger til en skjult have, hvor de holder tefest. Imens bruger Lock de stjålne Dress-Up Keys til at trække fortvivlelse fra drømmene, der er gemt indeni. Da en kæmpe zetsuborg kommer for at angribe pigerne, beslutter Haruka og de andre at gå imod den, selvom de ikke kan forvandle sig. De tre andre piger ser deres styrke og giver dem midlertidige Dress-Up Keys, der gør dem i stand til at forvandle sig igen og besejre zetsuborgen. Bagefter afslører de tre andre piger, at de er de tidligere Princess Precures, der har trukket pigerne ind i deres drømme, og opmuntrer pigerne til at stå op mod mørkets kræfter, før de lader dem tilbage med Sakura, Coral og Galaxy Dress-Up Keys. Imens bruger Lock den fortvivlelse han har samlet til at forvandle håbets kongeriges slot til en kæmpe zetsuborg, som han sender af sted for at angribe menneskenes verden. | |                    |
| 30 | "To the Future! The Crystal of Power, Princess Palace!" "Mirai e! Chikara no Kesshou, Purinsesu Paresu!" (未来へ！チカラの結晶、プリンセスパレス！)                    | 30. august 2015    |
| Mens Towa beskytter Yui og skolen fra Zetsuborgens angreb, begiver Haruka og de andre sig ind i den for at genvinde deres nøgler. Der kommer de ansigt til ansigt med Lock, der sværger at ville blive verdens hersker i Dyspears sted. Med Puffs hjælp bliver Haruka i stand til at bruge sin nye nøgle til at befri de andre, så de alle kan forvandle sig igen. Netop da bruger Lock den tilbageværende fortvivlelse i slottet til at forvandle sig selv til en stærk drage. Men alle Pretty Cures nøgler forener deres kræfter til at forvandle slottet til Princess Palace, så Pretty Cure kan få nye Dress-Up Premium-former og besejre Lock, hvis fortvivlelsesenergi bliver taget af en krage. | |                    |
| 31 | "The New Semester! A New Dream and A New Threat!" "Shin Gakki! Aratana Yume to Aratanaru Kyoui!" (新学期！新たな夢と新たなる脅威！)                                    | 6. september 2015  |
| Ved starten på det andet semester begynder mystisk mørk sæd at plante sig selv rundt omkring i byen. Miss Shamour holder øje med Lock, der har fået form som en fe efter sit nederlag. Imens bliver Haruka venner med sin klassekammerat Hanae, der tager sig af skolens have. Netop da bliver de konfronteret af Close, der har fået nyt liv med den fortvivlelsesenergi, han tog fra Lock. Close skaber to nye håndlangere, Stop og Freeze, og sætter dem til at angribe Hanae for at skabe en blomster-zetsuborg, som Pretty Cure dog besejrer med Princess Palace. Close efterlader Pretty Cure med et ondt varsel og bruger den fortvivlelsesenergi han har samlet til at vække Dyspear. | |                    |
| 32 | "Minami's Fiance!? The Come Back Super Celeb!" "Minami no Iinazuke!? Kaettekita Suupaa Serebu!" (みなみの許嫁！？帰ってきたスーパーセレブ！)                           | 13. september 2015 |
| Kimimaro Ijuin, Minamis barndomsven og selvudnævnte forlovede, kommer til Noble Academy for at besøge Minami til dennes fortrydelse. Kimimaro bemærker, at Minami synes at have forandret sig fra hans idoliserede version af hende og siger til Haruka, at hun skal holde sig væk fra hende, fordi hun har en dårlig indflydelse. Det gør Minami sur, og hun skælder Kimimaro ud for ikke at tage hensyn til andre folks følelser. Netop da angriber Stop og Freeze Kimimaro for at skabe en gom-zetsuborg. Haruka, der har taget Kimimaros ord til sig, skynder sig for at vise sig værdigt til at stå ved Minamis side, men Minami opmuntrer hende til at være sig selv og ikke lade andre bestemme hendes værd. Haruka overkommer sine problemer og går sammen med Minami og de andre om at bekæmpe zetsuborgen. Bagefter undskylder Kimimaro til Haruka og Minami, før hen vender tilbage til udlandet. | |                    |
| 33 | "Teach me, Shamour! A Happy Lesson for Granting Wishes!" "Oshiete Shamuuru! Negai Kanaeru Shiawase Ressun!" (教えてシャムール！願い叶える幸せレッスン！)               | 20. september 2015 |
| Da Kuroro, feen tidligere kendt som Lock, vågner fra sin lur, beslutter Miss Shamour sig for at holde pause fra hendes lektioner for at holde øje med ham. Pigerne følger efter Miss Shamour, mens hun tager den sky Kuroro rundt i byen og mødes med en gruppe katte. Miss Shamour bemærker, at de kaliko og de sorte katte skændes og beslutter sig for at afholde en modekonkurrence mellem dem med Kuroro som repræsentant for de kaliko katte, og pigerne tilbydende deres sans for mode til hver gruppe. Netop da dukker Shut op og angriber med nogle fiske-zetsuborger, som pigerne har alvorlige problemer med at bekæmpe. Miss Shamour bemærker Shuts hastige makeup og træder til for at give ham en ordentlig makeover, idet hun bemærker, at det er en prinsesses job at få alle til at smile, hvilket også giver Pretty Cure opmuntring til at besejre zetsuborgerne. Miss Shamours lektioner opmuntrer Kuroro til at lære så meget som han kan for at tage Håbets kongerige tilbage. Kattene giverne Haruka et mærke tilhørende Kanata, antydende at han er tæt på. | |                    |
| 34 | "Too Much Trouble~! Haruka's Princess Contest!" "Pinchi Sugiru~! Haruka no Purinsesu Kontesuto!" (ピンチすぎる～！はるかのプリンセスコンテスト！)                      | 27. september 2015 |
| Efter at have forsøgt sig med spådomme for at finde ud af hvor Kanata er, hører pigerne om en prinsessekonkurrence, hvor vinderen kommer til at møde en prins. Haruka deltager i konkurrencen og klarer den første runde, hvorefter Kirara lærer hende at gå som en model til den næste runde. På dagen for konkurrencen får Haruka en kjole, der er for stor til hende. Kirara bliver stoppet, da Stop og Freeze angriber hendes makeupartist for at skabe en makeupzetsuborg. Mens Minami og Towa hjælper Kirara med at bekæmpe zetsuborgen, bruger Haruka hvad hun har lært af Kirara til at løse sit problem med kjolen, huskende at et naturligt smil er vigtigere end al makeup og gennemfører at gå på scenen med stolthed, før hun hjælper de andre med at bekæmpe zetsuborgen. Efter at det lykkes for Haruka at vinde en af præmierne i konkurrencen, ser hun nogen, der minder om Kanata, i byen. | |                    |
| 35 | "Meeting at Last...! Kanata and the Lost Memory!" "Yatto Aeta...! Kanata to Ushinawareta Kioku!" (やっと会えた・・・！カナタと失われた記憶！)                          | 4. oktober 2015    |
| Pigerne finder Kanata, der arbejder i violinbutikken, bare for at opdage, at han havde mistet hukommelsen, da han blev fundet af ejeren for to uger siden. De prøver at hjælpe Kanata med genvinde sin hukommelse ved at afsløre deres kræfter som Pretty Cure og spille violin men uden held. Haruka vil tage ham til et kendt sted og tager ham til den bakke i hendes hjemby, hvor de mødtes første gang for år tilbage, men han er stadig ude af stand til at huske noget. Mens Haruka spekulerer på, om hun barer sårer Kanata, angriber Stop og Freeze en af de lokale børn for at skabe en prinsesse-zetsuborg. Mens hun bekæmper zetsuborgen takker Haruka Kanata for at være blevet i stand til at beskytte folks drømme. Kanata kan stadig ikke huske noget, men Haruka føler, at han stadig er Kanata, også uden sin hukommelse, og de begynder forfra på deres venskab. | |                    |
| 36 | "The Tearful Heart...! The Thing Minami Wants to Protect!" "Namidatsu Kokoro...! Minami no Mamoritai Mono!" (波立つ心・・・！みなみの守りたいもの！)                   | 11. oktober 2015   |
| Minamis familie inviterer gruppen ombord på deres krydstogtskib, hvor Minami møder pigen Asuka, der arbejder som dyrlæge i det lokale akvarium. Asuka viser Minami og de andre rundt, mens hun kontrollerer dyrene, og mener at Minami passer sig til den slags arbejde. Ved en fest senere lærer Minami, at Asuka er en marinbiolog, der har fået tilbud om at komme med i Kaido-gruppen men har afslået for at forblive fri og følge sin egen drøm om at forstå havet. Netop da angriber Stop og Freeze Asuka for at skabe en pingvin-zetsuborg, men Minami træder til for at beskytte skibet. Efter at Pretty Cure har besejret zetsuborgen, opmuntrer Asuka Minami til fortsat at følge sin drøm. | |                    |
| 37 | "Haruka is the Star!? A Nonsensical Romantic Play!" "Haruka ga Shuyaku!? Hachamecha Roman na Engekikai!" (はるかが主役！？ハチャメチャロマンな演劇会！)                | 18. oktober 2015   |
| Haruka og hendes klassekammerat Hirano bliver valgt til at spille hovedrollerne i klassens opførelse af Romeo og Julie, men Haruka har svært ved at tilfredsstille instruktøren, Furuya, der ønsker at overbringe Julies ord ordenligt til publikum. Mens Haruka prøver at finde ud af, hvordan hun skal gengive Julie, fortæller Kanata hende, at hun allerede minder meget om Julie til at begynde med, og hjælper hende med øvelserne. På dagen for stykket angriber Stop og Freeze både Hirano og Furuya for at skabe skuespiller- og instruktør-zetsuborger og giver Pretty Cure 70 sekunder, før de sprænger en bombe. Harukas beslutsomhed om at beskytte alles specielle dag gør det imidlertid muligt for Minami at stoppe bomben i sidste øjeblik, så Pretty Cure kan besejre zetsuborgerne. Hirano er kvæstet efter angrebet, så Kanata tilbyder at tage hans plads som Romeo, men Haruka føler, at stykket kun skal være med deres klasse, og hjælper Hirano med at gennemføre sin rolle trods kvæstelserne. | |                    |
| 38 | "A Suspicious Trap...! The Lonely Princess!" "Ayashii Wana...! Hitoribotchi no Purinsesu!" (怪しいワナ・・・！ひとりぼっちのプリンセス！)                              | 25. oktober 2015   |
| Haruka møder en mandlig elev ved navn Kurosu, der lader til at støtte alles drømme meget. Mens Minami og Kirara har travlt med deres egne ting, og Yui er blevet inviteret til en billedbogsudstilling af Kurosu, som Towa beslutter at tage med til, tager Haruka på indkøb med Pafu og Aroma, der imidlertid pludselig forsvinder. Haruka følger efter Kurosu i jagten på dem men bliver chokeret, da hun finder ud af, at han i virkeligheden er Close, der havde forklædt sig for at adskille Haruka fra de andre, idet Stop og Freeze samtidig forhindrer Towa i at komme hende til hjælp. Haruka kæmper med beslutsomheden fra dem, der støtter hendes drømme, men Kanata, der tror at hendes drøm sårer hende, fortæller hende, at hun skal opgive sin drøm om at blive prinsesse. Det får Haruka til at falde i fortvivlelse, så de sæd Close har spredt rundt om stedet vokser endnu hurtigere. | |                    |
| 39 | "The Moment the Flower of Dreams Blooms! Dance, Revived Princess!" "Yume no Hana Hiraku Toki! Mae, Fukkatsu no Purinsesu!" (夢の花ひらく時！舞え、復活のプリンセス！)  | 8. november 2015   |
| Haruka har svært ved at håndtere Kanatas ord, og imens blomstrer de frø Close har sået, så byen bliver omringet af en skov af fortvivlelse, og utallige zetsuborger bliver skabt. Da de andre Pretty Cure tager afsted for at kæmpe, opdager Haruka, at hun er ude er stand til at forvandle sig, hvilket gøder skoven med endnu mere fortvivlelse. Kanata bliver klar over, at han er ansvarlig, og skynder sig for at finde hende. Imens tænker Haruka tilbage på, da hun første gang ønskede at blive en prinsesse, sin families støtte og de venner hun fik, siden hun startede på Noble Academy. Med al dette in mente bliver Haruka fast besluttet på ikke at opgive at blive en prinsesse, uanset hvad andre siger, og bliver igen i stand til at forvandle sig og kæmpe sammen med hendes venner. Kanata overvære deres kamp og genvinder sin hukommelse, da han finder sig egen drøm om at beskytte Harukas smil, hvilket resulterer i en ny Dress-Up Key, der giver Pretty Cure en ny kraft, Mode Elegant Royal, der gør det muligt for dem at trænge fjenden tilbage og gøre byen normal igen. | |                    |
| 40 | "Towa's Determination! The Rainbow of Hope Shining in the Sky!" "Towa no Ketsui! Sora ni Kagayaku Kibou no Niji!" (トワの決意！空にかがやく希望の虹！)                 | 15. november 2015  |
| Towa og hendes bror er ved at lære hinanden at kende igen, men netop da bringer Royal Key dem alle sammen til Håbets kongerige, der er blevet dækket endnu mere af Fortvivlelsens skov. Da Kuroro stikker af efter at have set, hvordan det står til med kongeriget, sender Dyspear en zetsuborg-klon af sig selv efter de andre. Towa, der er fast besluttet på at redde sine forældre, styrter sig hovedkulds ind i kampen, blot for at blive skubbet tilbage. Towa støder på Kuroro og bliver mindet om hendes forældres ord om at bringe håb til indbyggerne og genvinder sin beslutsomhed, så hun kan besejre zetsuborgen med alles hjælp. Towa finder stedet, hvor hun fandt hendes prinsesseparfume, og bruger Princess Palace til at atter at gøre det til Castle of Flames og dermed genskabe en af farverne i Håbets kongeriges regnbue. | |                    |
| 41 | "Yui's Dream! The Feelings are in the Canvas...!" "Yui no Yume! Omoi wa Kyanbasu no Naka ni...!" (ゆいの夢！想いはキャンバスの中に・・・！)                            | 22. november 2015  |
| Yui beslutter sig for at deltage i en kunstkonkurrence, hvor temaet er smil, men hun har svært ved at lave at et billede, hun er tilfreds med, og er bekymret over, at så mange kunstnere er bedre end hende. Yui kommer stadig mere i tvivl men støder på Yume, der holder en tegneklasse for nogle børn, og bliver klar over, at hun skal fokusere mere på det morsomme i at tegne end at vinde. Netop da dukker Stop og Freeze op og fanger endnu engang Yui for at skabe en skitsebog-zetsuborg. Men da Yui hører sine venners stemmer, bliver hun i stand til at modstå kraften fra Fortvivlelsens grotte af sin egen frie vilje og svække zetsuborgen nok til, at Pretty Cure kan besejre den. Bagefter beslutter Yui sig for at lave en tegning af Pretty Cures skønhed og mod, som hun vinder en præmie for fortræffelighed for i konkurrencen. | |                    |
| 42 | "Dreams or PreCure!? The Shining Kirara's Chosen Road!" "Yume ka Purikyua ka!? Kagayaku Kirara no Erabu Michi!" (夢かプリキュアか！？輝くきららの選ぶ道！)             | 29. november 2015  |
| Kirara bliver valgt til at være den førende model ved det japanske modeshow i New York og med en ny model ved navn Karin Akeboshi som sin assistent. Kirara arbejder hårdt som både model og som Pretty Cure, alt imens hun hører om, hvordan Karin blev inspireret af hende til at blive model. Netop da Kirara gør sig klar til at tage til New York, angriber Stop og Freeze Karin, der drømmer om at blive en inspirerende model som Kirara, for at skabe en model-zetsuborg. Til trods for at de andre tilskynder hende til at nå sit fly og følge sin drøm, vælger Kirara at blive for at beskytte Karins drøm og besejre zetsuborgen. Det missede fly betyder imidlertid et stort slag mod Kiraras karriere, hvilket lader til at påvirke hende mere, end hun lader sine venner mærke. | |                    |
| 43 | "The Top Star's Shine! To the Sparkling Dream Stage!" "Ichiban Boshi no Kirara! Yume Kirameku Suteeji e!" (一番星のきらら！夢きらめくステージへ！)                     | 6. december 2015   |
| Kirara tager den chokerende beslutning at suspendere sin modelkarriere, fordi hun føler, at burde fokusere mere på at være en Pretty Cure. Haruka og de andre vil ikke have, at Kirara opgiver sin drøm, og afholder et overraskelsesmodeshow, hvor alle eleverne viser deres drømmeambitioner for at minde Kirara om sin forkærlighed for at være model og ønske om at forfølge sin drøm. Dyspear skaber en drage-zetsuborg i et forsøg på at stoppe Pretty Cure, men Kiraras nyfundne beslutsomhed gør det muligt for hende at besejre den og dermed vække kraften i Star Castle og genskabe endnu en farve i Håbets kongeriges regnbue. Bagefter afslører Kirara, at til foråret tager hun til Paris for at arbejde som model for Bauanne, hvilket hun får sine venners fulde støtte til. | |                    |
| 44 | "Bubbling Feelings! Minami's True Thoughts!" "Wakiagaru Omoi! Minami no Hontou no Kimochi!" (湧き上がる想い！みなみの本当のキモチ！)                                   | 13. december 2015  |
| Lige siden sit møde med Asuka har Minami været interesseret i at blive dyrlæge, men hun spekulerer over, om hun skal gøre det i stedet for at følge sin oprindelige drøm om at overtage families firma. Kirara bemærker hendes bekymringer og tager Minami med til stranden for at lægge øre til hendes problemer. Da Shut angriber med en tavle-zetsuborg, opdager Minami, at hun er svagere end normalt på grund af sin usikkerhed. Haruka og de andre forsikrer hende imidlertid om, at det er i orden at folks drømme ændres, og opmuntrer hende til at tænke over, hvad hun vil gøre. Minami beslutter sig for at følge sin nye drøm og genvinder sin styrke, så hun kan besejre zetsuborgen. Bagefter fortæller hun sine venner om sit ønske om at blive dyrlæge. | |                    |
| 45 | "The Feelings She Wants to Express! To the Great Ocean, Minami's Dream!" "Tsutaetai Omoi! Minami no Yume yo Oounabara e!" (伝えたい想い！みなみの夢よ大海原へ！)       | 20. december 2015  |
| Mens Noble Academy holder julefest, er Minami tilbageholdende med at fortælle sin familie om den nye drøm, hun vil følge. De andre opmuntrer Minami til at få hendes familie til at komme for at få at fortælle dem det ordenligt. Shut, der har fået en sidste chance af Dyspear, bruger Sea Castle til at skabe en skildpadde-zetsuborg. Men Minamis beslutning om at beskytte havet gør hende og de andre i stand til at besejre zetsuborgen, genskabe Sea Castle og endnu en af regnbuens farver. Bagefter mødes Minami med sin familie for at fortælle dem om sin nye drøm og får deres fulde støtte. | |                    |
| 46 | "Beautiful...!? The Wandering Shut and the Snow Castle!" "Utsukushii...!? Sasurau Shatto to Yuki no Shiro!" (美しい…！？さすらうシャットと雪の城！)                    | 27. december 2015  |
| Pigerne leger i sneen, og Towa begynder at bygge et sneslot ligesom det i Håbets kongerige. Alle de andre elever giver sig snart til at hjælpe med at bygge slottet, hvilket gør Towa taknemmelig for alle de venner, hun har fået. Kort efter slottet er færdigt, bliver Shut, der føler at han ikke har mere tilbage efter at have forspildt sin sidste chance, jaloux på slottets skønhed og angriber det. Da Shut gør sig klar til at kæmpe mod Pretty Cure, viser de ham, hvor grim han er blevet. Pretty Cure renser Shut, der imidlertid afslår Towas tilbud om hjælp og forlader dem. Imens får Yui de andre elever til at hjælpe med at reparerer sneslottet. | |                    |
| 47 | "Like a Flower...! Strong, Kind, and Beautiful!" "Hana no You ni...! Tsuyoku Yasashiku Utsukushiku!" (花のように…！つよくやさしく美しく！)                             | 10. januar 2016    |
| Mens pigerne undersøger en mystisk hændelse i det sidste slot, Flower Castle, følger Haruka efter en fugl ind i det og bliver fanget. Da hun vågner op, opdager hun at hun er blevet til blomsterprinsessen fra hendes bog, der lever et liv i luksus med en charmerende prins, mens hun langsomt glemmer hvem hun var. Imens opdager de andre, at det er en fælde, Dyspear har sat op for at fange Haruka i sin drøm for altid, samtidig med at hun sender Stop og Freeze afsted for at angribe dem med en sommerfugl-zetsuborg. Haruka nyder til at begynde med den verden hun er i men bliver hurtigt klar over, at der ikke er noget smukt i at få noget uden anstrengelser, hvilket gør det muligt for hende at bryde fri af den verden, som Close har skabt. Haruka føler sig styrket af sin drøm, selvom den måske aldrig ender, og hun og de andre besejrer zetsuborgen og genskaber Flower Castle, så regnbuen bliver komplet, og Håbets kongerige får sin tidligere skønhed tilbage. Men netop da Pretty Cure vil tage sig af Fortvivlelsens port, går Dyspear efter Noble Academy. | |                    |
| 48 | "The Approaching Despair...! The Princesses are in Danger!" "Semaru Zetsubou...! Zettai Zetsumei no Purinsesu!" (迫る絶望…！絶体絶命のプリンセス！)                    | 17. januar 2016    |
| Da Dyspear angriber Noble Academy og forvandler det til sit nye slot, er pigerne tvunget til at afsløre deres hemmelige identiteter for deres kammerater for at kunne gå til handling. Kanata og Shamour holder Stop og Freeze stangen, mens Pretty Cure går op mod Close, der hidkalder resterne af Lock til at kæmpe mod dem og fanger de andre elever for at øge sin styrke, så han kan ødelægge Pretty Cures våben. Yui indser at Pretty Cure er i fare og bryder fri af Fortvivlelsens Grotte, idet hun opmuntrer de andre til også at huske deres drømme og bryde fri, hvilket svækker Lock. Shut bemærker at Lock bliver svækket af Dyspears kontrol og træder til for at minde Lock om sit sande jeg, før Pretty Cure renser ham. | |                    |
| 49 | "The Decisive Battle Against Dyspear! The Grand Princesses are Born!" "Kessen Disupia! Guran Purinsesu Tanjou!" (決戦ディスピア！グランプリンセス誕生！)               | 24. januar 2016    |
| Dyspear fusionerer med Close for at opnå sin sande form, der viser sig at være for stærk, selv for Pretty Cures stærkeste angreb. Mens Dyspear spreder sin fortvivlelse over verden, fortæller hun, hvordan hun blev født af fortvivlelsen i hjerterne hos de folk, hvis drømme ikke kunne blive til virkelighed. Dyspear overvælder Pretty Cure, mens hun suger alle de fangne indbyggere ind i sin Fortvivlelsens dør og sender piger ud i fortvivlelse. Pafu og Aroma forbliver imidlertid håbefulde sammen med de andre elever og beskytter dem. Kraften fra deres drømme åbner døre, der forvandler Pretty Cure til Grand Princesses med styrke til omsider at besejre Dyspear. | |                    |
| 50 | "To Our Dreams in the Far Distance! Go! Princess PreCure!" "Harukanaru Yume e! Go! Purinsesu Purikyua!" (はるかなる夢へ！Go！プリンセスプリキュア！)                   | 31. januar 2016    |
| Close nægter at give op og bruger Dyspears resterende kræfter til et modangreb. Da Haruka går op imod ham alene, bliver hun klar over, at fortvivlelse ligesom drømme er en vigtig del af livet. Close forstår det lidt og tager væk. Bagefter åbner Pretty Cure Fortvivlelsens port og befrier alle de fangne sjæle, inklusive Towa og Kanatas forældre og indbyggerne i Håbets kongerige. Missionen er fuldført, Dress Up Keys falder i dvale, og pigerne bliver klar over, at forbindelsen mellem deres verden og Håbets kongerige snart vil forsvinde. Haruka og de andre har et sidste komsammen, før Towa og feerne vender tilbage til Håbets kongerige. Mens pigerne sætter kurs mod hver deres drømme, har Haruka et sidste møde med Kanata, før hun går ud på vejen mod at blive den ideelle prinsesse. | |                    |

## Film
| # | Titel | Sendt første gang |
| --- | --- | ----------------- |
| | |                   |
| - | "Pretty Cure All Stars the Movie: Spring Carnival♪" "Eiga Purikyua Ooru Sutaazu: Haru No Kaanibaru♪" (映画 プリキュアオールスターズ 春のカーニバル♪)                                             | 14. marts 2015    |
| I Harmonia, landet for dans og sang, skal et forårskarneval til at begynde. Haruka Haruno og hendes venner deltager også i festivallen for at lære dans og sang af de ældre Pretty Cure. Men feerne bliver væk, og karnevallet ender i forvirring. Og for at gøre det endnu værre, virker annoncørerne Odoren og Utaen meget mistænkelige, mens Harmonias vogtende drage er gået amok over kaosset ved festivallen. For at beskytte Harmonias fred må de 40 Pretty Cure arbejde sammen for at skabe et mirakel gennem dans og sang fyldt med håb. | |                   |
| - | "Go! Princess PreCure the Movie: Go! Go!! Splendid Triple Feature!!!" "Eiga Go! Purinsesu Purikyua: Go! Go!! Gouka Sanbon Date!!!" (映画 Go！プリンセスプリキュア Go！ Go！！ 豪華3本立て！！！) | 31. oktober 2015  |